# Bojan Miovszki
Bojan Miovszki (cirill betűs írással: Бојан Миовски; szokásos latin betűs átírása Bojan Miovski; Stip, 1999. június 24. –) macedón válogatott labdarúgó, a Girona csatára.

## Klubcsapatokban
Pályafutását az FK Bregalnica Štip együttesében kezdte. 2020-ban igazolt az MTK Budapest FC-hez. 2021. szeptember 25-én az MTK Budapest – hazai pályán – Bojan Miovszki szerencsés, a 90. percben elért góljával 1–0-ra legyőzte a Mezőkövesdet a labdarúgó NB I 7. fordulójában. 2022. június 23-án szerződtette a skót Aberdeen csapata. 2024. augusztus 15-én négy évre szóló szerződést írt alá a spanyol élvonalbeli Girona csapatához.

## A válogatottban
Macedónia U19-es, majd U21-es labdarúgó válogatottjában szerepelt. A felnőtt csapatban 2021-ben négy mérkőzésen játszott.

## Statisztika

### A macedón válogatottban
| Észak-Macedónia | Észak-Macedónia | Észak-Macedónia |
| Év              | Mérk.           | Gólok           |
| --------------- | --------------- | --------------- |
| 2021            | 4               | 0               |
| 2022            | 3               | 0               |
| Összesen        | 7               | 0               |

### Mérkőzései a macedón válogatottban
| #  | Dátum               | Ellenfél      | Eredmény | Kiírás                    | Esemény |
| -- | ------------------- | ------------- | -------- | ------------------------- | ------- |
| 1. | 2021. augusztus 10. | Liechtenstein | 4 – 0    | Vb-selejtező              | 61'     |
| 2. | 2021. november 10.  | Németország   | 0 – 4    | Vb-selejtező              | 58'     |
| 3. | 2021. november 11.  | Örményország  | 5 – 0    | Vb-selejtező              | 83'     |
| 4. | 2021. november 14.  | Izland        | 3 – 1    | Vb-selejtező              | 77' 83' |
| 5. | 2022. március 24.   | Olaszország   | 1 – 0    | Vb-selejtező – Osztályozó | 71'     |
| 6. | 2022. március 29.   | Portugália    | 0 – 2    | Vb-selejtező – Osztályozó | 46'     |
| 7. | 2022. június 2.     | Bulgária      | 1 – 1    | Nemzetek Ligája           | 46'     |